# Попівська криничка (Криничка котовців)
Попі́вська крини́чка (колишня назва — Криничка котовців) — гідрологічна пам'ятка природи місцевого значення в Україні. 
Розташована на північний-схід від села Павлівка Гайсинського району Вінницької області, на території Іллінецької міської об'єднаної територіальної громади. 
Площа 0,01 га. Оголошена відповідно до Рішення Вінницького облвиконкому від 29.08.1984 року № 371. 
Статус надано для збереження цінного джерела ґрунтових вод, що живить струмок, який впадає в р Вільшанку. 
Стара назва пов'язана з перебуванням у селі бригади Г. І. Котовського. Відповідно до «Закону України Про засудження комуністичного та націонал-соціалістичного (нацистського) тоталітарних режимів в Україні та заборону пропаганди їхньої символіки» за пропозицією місцевої громади перейменована на «Попівську криничку». 